# Evolution of the Spirit
 Evolution of the Spirit  è il quinto disco in studio de cantante e compositore italiano Perseo Miranda, pubblicato nel dicembre 2006 dalla  Lodger Records in formato EP.

## Il disco
L'album contiene quattro tracce ed è stato registrato nel 2007 presso i Nadir Studios.

Il tono dell'album è sempre molto oscuro e riflessivo e i temi spirituali tipici dello stile del Miranda si esprimono mediante un prog dal sapore acido.

## Tracce
1. Evolution of the spirit part 1
2. Evolution of the spirit part 2
3. The Questions
4. Past, present and future